# Chant XXII du Paradis
Le Chant XXII du Paradis est le vingt-deuxième chant du Paradis de la Divine Comédie du poète florentin Dante Alighieri. Il se déroule dans le ciel de Saturne et dans le ciel des étoiles fixes, où résident respectivement les esprits contemplatifs et triomphants ; nous sommes dans l'après-midi du 14 avril 1300 ou du 31 mars 1300.

## Thèmes et contenus

### Le Cri des Âmes: versets 1-24
Comme Dante l'a raconté dans le chant précédent, les bienheureux accompagnent d'un cri les invectives de Pierre Damien envers l'Église ; Dante a peur et se tourne vers Béatrice pour se réconforter. Elle lui rappelle qu'au Paradis il ne peut y avoir que du bien. S'il avait compris ces mots, il en aurait déduit  qu'ils contenaient la prophétie du juste châtiment qui s'abattra, avant sa mort, sur l'Église pécheresse.

### Saint Benoît: versets 25-72
Invité par Béatrice à voir des « esprits illustres », Dante voit de nombreuses âmes, comme des sphères de lumière qui s'illuminent réciproquement. Répondant à sa demande tacite, le plus grand et le plus resplendissant s'approche, affirmant que Dante, s'il voyait combien l'amour brûle dans les âmes, aurait sans hésiter manifesté sa pensée ; mais l'esprit répond sans que la question soit exprimée. La montagne qui surplombe Cassino était autrefois habitée par des païens ; l'orateur est celui qui, le premier, y a porté le nom et l'enseignement du Christ, et qui, par la grâce de Dieu, a réussi à convertir les habitants des environs. Toutes les âmes autour étaient des « contemplateurs » enflammés par l'amour de Dieu. Parmi eux, Macaire de Scété, Romuald de Ravenne et les frères bénédictins.
Dante exprime sa gratitude et demande à l'âme de pouvoir la voir sans la lumière qui la cache. Cette demande, répond l'âme, sera satisfaite dans l'Empyrée, où tout désir trouve un parfait accomplissement . Là-haut monte l'échelle que Dante voit dans ce ciel, comme le patriarche Jacob l'a vue.

### Décadence de l'Ordre bénédictin: versets 73-96
Mais dans le présent, personne ne gravit cette échelle, c'est-à-dire que personne ne se consacre à la contemplation, et la règle bénédictine n'est plus qu'une consommation de papier. Les abbayes sont devenues des « repaires de voleurs », et les « coculles », ou robes des moines, sont comme des sacs pleins de farine avariée. Il n'y a pas d'usure grave qui offense la volonté de Dieu autant que la cupidité des moines, puisque les biens gardés par l'Église sont la propriété des pauvres, et non des parents des moines (ou pire). La nature faible des hommes fait que les bons débuts ne sont pas suivis d'une bonne maturation. Benoît rappelle que saint Pierre a commencé l'apostolat sans or ni argent mais avec des prières et des jeûnes, François avec l'humilité ; mais en comparant les débuts avec la situation actuelle, Dante peut constater que nous sommes passés du blanc au noir. Le châtiment divin pour cette dégénérescence sera cependant moins stupéfiant que les interventions qui ont fait reculer le cours du Jourdain pour laisser passer Josué ou ouvert les eaux de la mer Rouge devant Moïse et les Juifs fuyant l'Égypte.

### Montée au Ciel des Étoiles fixes: versets 97-111
L'âme de saint Benoît de Nursie rejoint son groupe qui, tel un tourbillon, s'élève en tourbillonnant vers le haut. Le signe de tête de Béatrice propulse d'un mouvement surnaturel Dante en haut de l'échelle . Dante-poète s'adresse au lecteur, exprimant à la fois son souhait de pouvoir retourner au Paradis après la mort et son affirmation qu'il a vu le signe des Gémeaux en un éclair et qu'il y est entré.

### Invocation aux Gémeaux: versets 112-123
Le poète se tourne ensuite vers les « glorieuses étoiles », riches en influences bénéfiques, auxquelles il fait remonter toute son ingéniosité, rappelant qu'il est né lorsque le Soleil était dans cette constellation, et qu'il a eu la grâce d'entrer dans le ciel des étoiles fixes dans ce même signe. Maintenant, alors qu'il est sur le point de décrire la partie la plus élevée du Paradis, il invoque la protection des Gémeaux pour le soutenir dans son « pas puissant ».

### Le Regard de Dante sur l'Univers: verset 124-154
Béatrice invite Dante à regarder en bas pour voir la distance de l'univers qu'il a traversé, puis se tourne avec un cœur exultant vers la foule des âmes de ce ciel.
Dante traverse du regard les sept sphères célestes, jusqu'à ce qu'il aperçoive la Terre, dont l'apparence est si mesquine qu'elle fait sourire et rend  sage celui qui méprise les choses terrestres. Il voit ensuite la Lune, uniformément éclairée, sans ses taches (dont la nature avait été expliquée par Béatrice dans le deuxième chant ; puis le Soleil, Mercure, Vénus dans leurs orbites circulaires, puis il voit Jupiter, entre Mars et Saturne, et comprend ses mouvements rétrogrades. Enfin, alors que lui et la constellation des Gémeaux tournent autour d'elle, la Terre, le petit espace (« parterre de fleurs ») pour lequel tant de cruauté avide se déchaîne, lui apparaît complètement. Finalement, Dante tourne son regard vers Béatrice.

## Analyse
Le Chant XXII s'ouvre en pleine continuité avec le Chant précédent et propose une explication du « cri » que Dante a entendu avec consternation (Chant XXI, versets 139-142). L'explication est accompagnée de la prophétie plutôt vague d'une « vengeance »  ou d'un châtiment imminent qui ramènera l'Église sur le droit chemin.
Une âme apparaît alors, qui, comme en d'autres occasions, a compris que vu sa plus grande splendeur, Dante souhaite savoir qui elle est. Il ne prononce pas son nom, mais les traits de cette courte autobiographie rendent tout à fait reconnaissable la figure de Benoît de Nursie, le père du monachisme en Occident. Dante utilise comme source la biographie de saint Benoît écrite par Grégoire le Grand, et l'oriente rapidement vers la polémique, déjà répercutée par exemple dans les voix de saint Thomas et de saint Bonaventure, contre la décadence des ordres religieux : même les bénédictins ne sont plus attirés que par les biens matériels, dit le fondateur de la Règle, qui exprime de dures paroles de condamnation en décrivant dans un registre délibérément bas, le comportement de ses moines. Il rappelle l'exemple de pauvreté donné par saint Pierre, lui-même et saint François : un exemple aujourd'hui ignoré par les ecclésiastiques ; cette situation appelle une intervention divine qui paraîtra certainement moins surprenante que les célèbres interventions relatées dans la Bible.
Après l'ample discours de saint Benoît, le récit reprend avec l'ascension de Dante vers le ciel des étoiles fixes. Ici, Dante-poète intervient avec une apostrophe au lecteur, accompagnée, dans une fonction asservissante, du souhait pour lui-même de pouvoir retourner au Paradis après la mort. Le poète se tourne ensuite vers la constellation des Gémeaux, sous laquelle il est né, et à l'influence à laquelle il attribue, selon la science médiévale, le don de son esprit, pour l'aider dans la dernière et ardue partie de son travail poétique.
Poussé ensuite par Béatrice, Dante-pèlerin tourne son regard vers le bas, retraçant les sept cieux qu'il a traversés (énumérés avec des périphrases mythologiques), jusqu'à ce qu'il aperçoive, en leur centre, la Terre : un petit espace (parterre du latin areola ou petite aire de battage) objet d'une grande férocité entre hommes. De cette contemplation rapide et amère de la Terre, Dante revient aux « beaux yeux » de Béatrice.